# Яш
 Тази статия е за града.  За окръга вижте Яш (окръг).  
Яш (на румънски: Iași) е град в Североизточна Румъния в историческата област Молдавия. Разположен е на река Бахлуй, която е приток на Прут. Яш е административен център на окръг Яш. 
При преброяването през 2011 г. Яш има население от 290 422 жители и е четвъртият по големина град в Румъния.  Според Евростат, с население от 507 100 души (през 2019 г.), столичният район Яш е вторият по големина в Румъния след Букурещ. 

## История
Град Яш е споменат за първи път в писмен източник в грамота за търговски привилегии, издадена през 1408 г. от молдовския владетел Александру чел Бун (Александру Добрия).
Името му вероятно идва от язигите или от узите, които придружават куманите.
Градът често е посещаван от молдовския двор. Около 1564 г. княз Александру Лапушняну, на чието име по-късно е наречена една от главните улици, избира Яш за столица на Молдова вместо Сучава в Буковина. Тогава Яш вече е бил известен културен център.
Яш е столица на Молдова в продължение на 3 века (1564 – 1862). Тук е резиденцията (временна или постоянна) на Александру чел Бун, Щефан чел Маре, Михай Витязул, Александру Лапушняну, Василе Лупу и на други молдовски войводи.
Яш е опожарен от татарите през 1513 г., от османците през 1538 г. и от украински казаци през 1686 г.
По силата на Яшкия мирен договор втората Руско-турска война приключва през 1792 г. Гръцко въстание, предвождано от Александър Ипсиланти през 1821 г., води до атака на турците в 1822 г. През 1844 г. в града избухва голям пожар.
Учредителното събрание, което през 1861 г. взема решение да премести седалището на правителството в Букурещ, гласува да бъдат изплатени на града 148 150 пари на 10 вноски, но всъщност Яш не получава никакви пари.
Градът е преживявал множество кризисни моменти (ограбван и опожаряван от татарите и казаците, пострадал тежко през Втората световна война), но винаги се възражда.

## Наука
В Яш се намира Яшкият университет – най-старият в Румъния, основан от княз Александър Йоан Куза през 1860 г. Днес в града има 5 университета.

## Култура
Яш е смятан от мнозина за културното „сърце“ на „Старото царство“ (т. е. историческите области и княжества Молдова и Влахия, основите на първата румънска държава).
Тук гръцкият авантюрист Яков Басилик основава училище и лутеранска църква между 1561 и 1563 г.
През 1643 г. първата печатна книга, публикувана в Молдова, е отпечатана от печатната преса на Василий Лупу. Той създава и училище – първото, в което гръцкият бил изместен от майчиния език.
В яшката църква „Три светители“ се съхраняват от 1641 г. мощите на Петка Българска, известна като Света Петка.
На един от хълмовете над Яш се намира манастирът Читъцуя, построен през XVII в. от княз Георги II Дука.

## Население
- XVIII век : 30 000 – 50 000 [3]
- 1831: 59 880 души [3]
- 1859: 65 745 души [3]
- 1912: 75 229 души [4]
- 1900: 78 000 души
- 1930: 102 872 жители, от които 63 168 румънци, 34 662 евреи, 980 германци, 918 руснаци, 543 унгарци, 505 поляци, 340 цигани, 170 арменци и др.

- 2002: 320 888 души
- 2011: 290 422 души
- 2021: 271 692 души

## Известни личности
Родени в Яш
- Никола Богориди (1820 – 1863), османски политик
- Михаил Когълничану (1817 – 1891), политик
- Даниел Панку (р. 1977), футболист
- Емил Раковица (1868 – 1947), изследовател
- Стефаница Лупу (1641 – 1661), княз
- Михаил Стурдза (1794 – 1884), княз
- Михай Унгуряну (р. 1968), политик
- Филип Гершкович (1906 – 1989), композитор

Починали в Яш
- Димитър Агура (1849 – 1911), български историк
- Антиох Кантемир (1670 – 1726), войвода
- Йоан Караджани (1841 – 1921), фолклорист
- Григорий Потьомкин (1739 – 1791), руски политик

## Побратимени градове
Яш е побратимен със следните градове: 
- Асют, Египет
- Атланта, САЩ от 2001 г.
- Велико Търново, България от 2003
- Вилньов д'Аск, Франция от 2003
- Виница, Украйна от 1993 г. (относително ограничени отношения поради затруднения в комуникацията; през 2005 г. контактът е възобновен чрез румънското посолство в Украйна)
- Илиуполи, Гърция от 2003
- Ирбид, Йордания
- Исфахан, Иран от 1999
- Йерихон, Палестина от 2003
- Квебек, Канада
- Кишинев, Молдова от 24 януари 2008
- Кожани, Гърция
- Монтерей, Мексико от 1993 г. (сравнително ограничени отношения поради затруднения в комуникацията; временно възобновяване на сътрудничеството през 2007 г.)
- Морлупо, Италия от 1999
- Нацано, Италия от 1999
- Падуа, Италия от 1995
- Перистери, Гърция от 2002
- Поатие, Франция от 1969
- Рамле, Израел
- Родос, Гърция
- Сан Оресте, Италия от 1999
- Сиан, Китай от 1993
- Торита Тиберина, Италия от 1999
- Филачано, Италия от 1999
- Форано, Италия
- Чернивци, Украйна от 2012 г.

Започнати са и преговори за побратимяване, без да бъдат завършени с Лиеж (Белгия) – 2002 г., Битоля (Северна Македония) – 2000, Калаврита (Гърция) – 2001, Флоренция (Италия) – 2004, Даежон (Южна Корея) – 2005, Нетания (Израел) – 2005 и Портланд (Орегон, САЩ) – 2006 г. 